# Tulul al-Baqarat
Tulul al-Baqarat o Tūlūl al-Baqarāt (en árabe: العربية‎), es un antiguo yacimiento arqueológico del Próximo Oriente situado en la gobernación de Wasit de Irak, a unos 180 kilómetros al sureste de la actual Bagdad. Se encuentra a siete kilómetros al noreste de Tell al-Wilayah (con la que estaba conectada por un antiguo canal) y a 20 kilómetros al sur de la ciudad de Kut. El yacimiento estuvo ocupado desde el IV milenio a. C. hasta el periodo islámico. Se cree que es el emplazamiento de la antigua ciudad dinástica temprana de Kesh.

## Historia
Diversas partes de Tulul al-Baqarat estuvieron ocupadas desde el IV milenio a. C. hasta el I milenio d. C.
- El tell principal, TB1, estuvo ocupado en los periodos de Uruk, Jemdet Nasr, Período Dinástico Arcaico, acadio, Ur III, neobabilónico, parto e islámico. La ocupación en el II milenio a. C. fue escasa. Este tell, el más grande, mide 330 por 260 metros con una superficie de unas 10 hectáreas y se eleva hasta unos 12 metros de altura. Contenía un gran recinto religioso sobre una gran terraza. El complejo contenía tres áreas. El sector norte data de los periodos ED, acadio y Ur II. La zona sur consiste en un área abierta con una escalera monumental de ladrillo cocido que conduce a una terraza superior que contiene edificios religiosos. La construcción del templo neobabilónico destruyó algunos de los niveles anteriores. La zona occidental ha sido gravemente dañada por los saqueadores y no ha sido explorada. El túmulo TB1 se ha propuesto como la ubicación de Kesh.[3]
- El ell TB2 data del periodo islámico tardío. Las inscripciones y tablillas de piedra halladas por los excavadores italianos llevaban el nombre de Naram-Sin de Acad, Ur-Nammu (incluido un sello de ladrillo sobre la construcción de un templo para la diosa Ninhursag), Šulgi y Šū-Suen de Ur III, y Nabopolasar y Nabucodonosor I del Imperio neobabilónico.[4]
- El tell TB4 fue ocupado en los periodos Jemdet Nasr y Período Dinástico Arcaico partir de un pequeño sondeo. Es bajo, de unos 2,5 metros, y su extensión es de 260 por 75 metros, con una superficie de unas 2,3 hectáreas. Consta de dos submontículos conectados por una zona plana. Los ladrillos encontrados eran del tipo plano-convexo. Se encuentra a unos 200 metros al sur de TB1.
- El tell TB5 fue ocupada a finales del III milenio a. C. y principios del II  a. C. Se encontraron ladrillos datados en el año 26 del rey Shulgi del Renacimiento sumerio, es decir, "«(El divino) Šulgi, hombre poderoso, rey de Ur, rey de los cuatro distritos». TB5 es, más bien era, una zona baja de 400 por 250 metros.[5]
- Los tells TB7/TB8 fueron ocupados en los periodos Dinástico Arcaico (Calcolítico Tardío 2), Jemdet Nasr y Dinástico I Temprano. Estos montículos son planos y redondeados: TB7 tiene 280 metros de diámetro (unas 7,6 hectáreas) y TB8 180 metros (unas 3,1 hectáreas). En la cima de TB7, a un kilómetro al sur de TB1, se encontró un gran edificio del periodo Uruk, considerado residencial, con tumbas asociadas.[3]
- Los tells TB9/TB10 fueron ocupados en los periodos sasánida e islámico antiguo.
- Los tells TB3/TB6 fueron ocupados en los periodos parto e islámico. Estos tells son planos y redondeados, siendo el TB7 de 280 metros de diámetro (unas 7,6 hectáreas) y el TB8 de 180 metros de diámetro (unas 3,1 hectáreas). En la cima del TB7, situado a un kilómetro al sur del TB1, se encontró un gran edificio del período Uruk, considerado residencial, con tumbas asociadas.[3]
- Los túmulos TB9/TB10 fueron ocupados en los periodos sasánida e islámico temprano.
- Los túmulos TB3/TB6 fueron ocupados en los periodos parto e islámico.

## Arqueología
El yacimiento tiene unos 3 kilómetros de extensión y contiene diez tells. El montículo más grande, TB1, fue excavado entre 2008 y 2010 por un equipo del Consejo Estatal Iraquí de Antigüedades y Patrimonio dirigido por Ayad Mahir Mahmud, como respuesta a los graves saqueos. Encontraron un templo/santuario cerrado de varios periodos que había sido reconstruido durante el periodo neobabilónico, dedicado a la diosa Ninhursag. Los ladrillos utilizados en la reconstrucción tenían sellos de Nabucodonosor II. Se encontró una aparente capa de destrucción que data de finales del III milenio a. C. También se excavó brevemente el túmulo TB4, con un único sondeo en el extremo sur de la cima. Hasta la fecha, las publicaciones sobre arquitectura y estratigrafía han sido limitadas.
En 2013 se reanudaron las excavaciones a cargo de un equipo italiano de la Universidad de Turín dirigido por el Dr. Carlo Lippoles, en colaboración con el Departamento Iraquí de Investigación General y Excavaciones. La primera temporada consistió en una prospección y sondeos en TB1 y TB4. La segunda temporada, en 2015, consistió en prospecciones y sondeos en TB1 y TB7. En la tercera temporada, la prospección continuó y se amplió con escaneado láser y excavación en TB1 y TB7.
Un importante hallazgo en Tulul al-Baqarat fue un fragmento de diorita del periodo acadio con un largo fragmento de la campaña militar de Naram-Sin de Acad, en la que destruyó la ciudad de Armanum y prosiguió hacia los montes Cedros y el mar Mediterráneo. También se encontró un fragmento de estela dinástica antigua con una escena de culto.
En la época de las excavaciones iraquíes originales, el yacimiento ya estaba muy dañado por los saqueadores, especialmente en las secciones norte y central. Los saqueos agravaron los ya graves efectos de la erosión. La actividad agrícola también es un problema importante. El tell TB5 se inspeccionó en 2013, pero cuando los excavadores regresaron en 2015 había sido completamente arrasado, incluso un metro por debajo del nivel de la superficie, para su cultivo a pesar de ser un lugar arqueológico designado. Numerosos canales de irrigación modernos también han causado daños en Tulul al-Baqarat.